# Teletrasporto
Per teletrasporto si intende l'ipotetico processo di trasporto istantaneo della materia attraverso lo spazio da un luogo all'altro. Questo neologismo è un portmanteau derivato dalla radice greca "Τηλε-" ("lontano") e dall'italiano "trasporto", sulla falsariga del termine inglese "teleportation" coniato dallo scrittore Charles Fort (lo stesso prefisso "tele-" unito alle ultime sillabe di "transportation", ossia trasporto). Come ipotetica tecnologia è spesso utilizzato nelle opere di fantascienza dove è generalmente usato come sinonimo di trasporto istantaneo, intendendo che il processo possa avvenire anche attraverso grandi distanze (es. tra la Terra e la Luna o un altro pianeta). A parte le opere di fantasia, costituisce uno degli oggetti di ricerca della fisica nel campo della meccanica quantistica. Il teletrasporto è anche annoverato fra i fenomeni parapsicologici dove sedicenti medium e maghi affermano di poter teletrasportare oggetti o addirittura se stessi ma non è mai stato fatto uno studio in ambiente controllato e molte di esse si sono rivelate truffe.

## Aspetti scientifici
Il teletrasporto è una possibilità teorica ammessa sia dalla fisica quantistica che dalla teoria della relatività generale, entrambe due teorie fisiche sviluppatesi nel XX secolo, la prima delle quali descrive il comportamento della materia a livello atomico e subatomico mentre la seconda è l'attuale teoria fisica della gravitazione.
Viene definito teletrasporto quantistico il fenomeno di apparente azione istantanea a distanza descritto dal paradosso Einstein-Podolsky-Rosen (detto anche "Paradosso EPR", dalle iniziali dei nomi degli scienziati che lo idearono in riferimento al principio di indeterminazione di Heisenberg e al principio di sovrapposizione di stati). Tale tipo di teletrasporto si basa sulla proprietà di entanglement di due (o più) osservabili particelle, ad esempio; due particelle entangled sembrano rispondere istantaneamente l'una dell'altra (in realtà violano il principio di località), ma le informazioni che si trarrebbero da queste risposte immediate andrebbero comunque utilizzate (comunicate) con velocità limitate da quella della luce. Secondo alcuni studi sarebbe erroneo considerare il fenomeno un "primo passo" verso una tecnologia del teletrasporto o dei viaggi a velocità superiori a quella della luce. Negli esperimenti finora svolti il segnale è fatto di particelle aventi massa e non può superare la velocità della luce, può essere visto sia come onda che moto di particelle.
I ponti di Einstein-Rosen sono una costruzione matematica che prevede la possibilità di uno spostamento da un punto all'altro dello spazio o del tempo, attraverso dei buchi neri.
Con il teletrasporto quantistico non è il corpo ad attraversare lo spazio-tempo che separa il punto di partenza e di arrivo, ma un'onda che porta l'informazione in esso contenuta, per "ricomporre" la massa nel punto di arrivo. Invece, un punto materiale che attraversasse un ponte di Einstein-Rosen entrerebbe in una deformazione dello spazio-tempo che avvicina moltissimo i punti di partenza e di arrivo.
La relatività generale afferma che lo spazio-tempo risulta deformato all'osservatore se la velocità è prossima a quella della luce o in presenza di campi gravitazionali: velocità o gravità si possono usare per "accorciare" i tempi di viaggio per enormi distanze nello spazio e nel tempo. Il teletrasporto quantistico agisce sulla velocità, i ponti di Einstein-Rosen sulla gravitazione.

## Opere di fantasia

### Fantascienza
Nella narrativa fantastica, il teletrasporto (o un'analoga forma di portale di passaggio spaziotemporale) viene utilizzato come artificio narrativo nella fantascienza (come forma di tecnologia futura) e nel fantasy (come atto di magia).

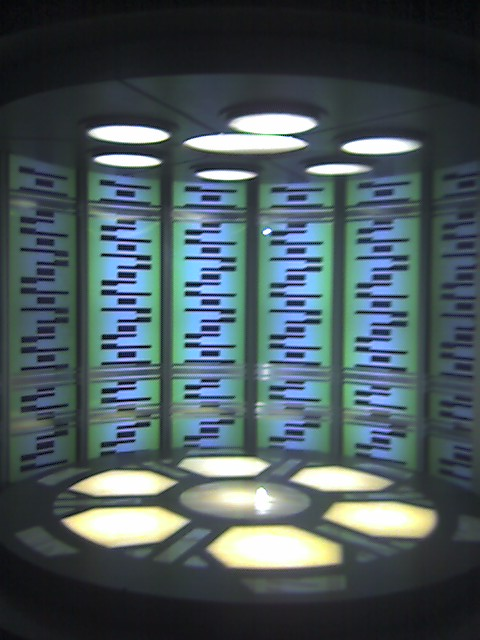
La sala teletrasporto della nave stellare USS Enterprise (NCC-1701-D), in Star Trek: The Next Generation

La prima menzione di un sistema di teletrasporto in un'opera di fantascienza è presente nel racconto The Man Without a Body (1877) di Edward Page Mitchell, in cui uno scienziato scopre un metodo per disassemblare gli atomi di un gatto e trasmetterli via telegrafo.
Il concetto verrà poi ripreso nella fantascienza del primo Novecento; uno dei primi autori a descrivere un sistema che trasmette corpi via etere da una cabina di partenza a una ricevente è Ettore Santi con il racconto L'esperienza di Donati (La Domenica del Corriere n.10 dell'11 marzo 1906). Risale al 1957 il racconto The Fly di George Langelaan da cui verranno tratti i film L'esperimento del dottor K. e La mosca.
L'idea raggiunge la diffusione a livello mondiale con il successo della serie televisiva Star Trek e dei suoi seguiti e trasposizioni cinematografiche; il concetto è stato ripreso in televisione anche con il telefilm Stargate SG-1 e serie correlate.
I modi di teletrasporto utilizzati nella fantascienza sono in genere di due tipi:
- per scomposizione e riassemblaggio (come quelli citati precedentemente);
- per portali (con o senza passaggio attraverso una "dimensione" intermedia).

Vi è poi un terzo tipo di trasmissione istantanea, che non riguarda la materia ma solo le informazioni, a scopo di telecomunicazione, attraverso dispositivi come l'ansible.

#### Filmografia
- L'esperimento del dottor K. (The Fly, 1958) con Vincent Price
- La vendetta del dottor K. (Return of the Fly, 1959) con Vincent Price
- La maledizione della mosca (Curse of the Fly, 1965)
- Spazio 1999  (seconda stagione) - Episodio 5 (Il Ritorno, UK-USA, 1976)
- Philadelphia Experiment (USA, 1984) di Stewart Raffill
- Star Trek III: Alla ricerca di Spock (Star Trek III: The Search for Spock, USA, 1984) di Leonard Nimoy
- Rotta verso la Terra (Star Trek IV: The Voyage Home, USA, 1986) di Leonard Nimoy
- La mosca (The Fly, USA, 1986) di David Cronenberg
- La mosca 2 (USA, 1989) di Chris Walas
- Philadelphia Experiment 2 (USA, 1993) di Stephen Cornwell
- Stargate (USA, 1994) di Roland Emmerich
- The One (USA, 2001) di James Wong
- X-men 2 USA, 2003) di Bryan Singer
- The Prestige (USA/Regno Unito, 2006) di Christopher Nolan
- Jumper - Senza confini (Jumper, USA, 2008) di Doug Liman
- Predestination, regia di Michael e Peter Spierig (2014)
- X-men: Apocalisse (X-men: Apocalypse, USA, 2016) di Bryan Singer
- X-men: Dark Phoenix (USA, 2019) di Simon Kinberg

### Fumetti
Nella serie a fumetti di Nightcrawler, un mutante che fa parte del gruppo di supereroi X-Men, il personaggio ha una mutazione genetica che gli permette di teletrasportarsi tramite l'accesso a una dimensione parallela. Questo potere gli è stato trasmesso dal padre Azazel. Un altro mutante in possesso di questa abilità è Deadpool, che è capace di teletrasportarsi a brevi distanze grazie a un dispositivo nella propria cintura. Anche il protagonista del manga e anime Dragon Ball Son Goku è capace di teletrasportarsi, avendo imparato la tecnica sul pianeta Yardrat dopo la sconfitta di Freezer.
Anche nell'anime Pokémon vi sono casi di teletrasporto, abilità posseduta soprattutto da pokémon di tipo Psico, per esempio Abra.

### Fantasy
Nel fantasy, il teletrasporto e la bilocazione sono presenti tra i poteri magici posseduti dai personaggi. In particolare, nei giochi di ruolo il teletrasporto può essere elemento chiave della parte tattica e strategica del gioco.

### Horror
Uno dei personaggi horror che riescono a teletrasportarsi è lo Slenderman, usato per uccidere le sue vittime furtivamente. 
Nella saga videoludica horror Five Nights At Freddy's tre personaggi sembrano usare il teletrasporto: Golden Freddy,  Shadow Freddy e RWQFSFASXC.